# 布拉迪斯拉發州
布拉迪斯拉發州是斯洛伐克西部的一個州，與匈牙利與奧地利接壤。面積2053平方公里，人口599,015（2001年）。州府布拉迪斯拉發。

## 行政區劃
布拉提斯拉瓦省劃分為8個區（布拉提斯拉瓦1區、布拉提斯拉瓦2區、布拉提斯拉瓦3區、布拉提斯拉瓦4區、布拉提斯拉瓦5區、馬拉茨基區、佩諾克區、塞內奇區）。

## 姐妹城市
中華民國高雄市